# Comuna Polapî, Liuboml
Polapî (în ucraineană Полапи) este o comună în raionul Liuboml, regiunea Volînia, Ucraina, formată din satele Polapî (reședința) și Sokil.

## Demografie
Componența lingvistică a satului Polapî
     Ucraineană (99,35%)
     Alte limbi (0,57%)
Conform recensământului din 2001, majoritatea populației satului Polapî era vorbitoare de ucraineană (99,35%), existând în minoritate și vorbitori de alte limbi.